# ジェナン・イスマエル
ジェナン・イスマエル（英: Jenann T. Ismael、1968年1月27日 - ）はアメリカの哲学者。ジョンズ・ホプキンズ大学のウィリアム・H・ミラーⅢ世哲学教授 であり、ファンデーショナル・クエスチョンズ・インスティテュート(FQXi.)のメンバー。その著作は形而上学、物理学の哲学における研究に対して強い影響力を持つ。

## 経歴
1989年リード大学で哲学の学士を取り、プリンストン大学で修士号を1994年に、博士号を1997年に得た。博士論文は「Some Essays on Symmetry（対称性に関する論考）」、主査はバス・ファン・フラーセンで、副査はデイヴィッド・アルバート、ポール・ベナセラフ。
1996年から1998年までスタンフォード大学、1998年から2018年までアリゾナ大学で教え、現在はジョンズ・ホプキンズ大学の教授。2014年から2015年にかけて、スタンフォード大学行動科学高等研究センターのフェローも務めた。

## 思想
イスマエルの研究対象は物理学の哲学並びに形而上学であり、特に空間と時間の構造や量子力学、物理法則の基礎付けを扱っている。また、それだけでなく、生の経験と物理学の対立についてや、自由意志、自己の本質、死、自由性の諸問題に対して物理学が持つ意味についても論文を物している。
これまでにイスマエルは、2001年に『Essays on Symmetry（対称性についての諸考察）』、2007年に『The Situated Self（置かれたものとしての自己）』、2016年に『How Physics Makes Us Free（いかにして物理学は我々を自由にするか）』、2021年に『Time: A Very Short Introduction（時間: オックスフォードVSIシリーズ）』を出版している。

### 『対称性についての諸考察』（2001年）
『対称性についての諸考察』においてイスマエルは哲学の世界で使われる対称性の概念と、物理学の世界で使われる対称性の概念との接点を考察している。

### 『置かれたものとしての自己』（2007年）
『置かれたものとしての自己』で、イスマエルは外的世界を表象する内的なモデル構造に着目して自然主義的な自己説明を提示し、これによって自己と外界の区別関係の説明を試みている。この本は主に３つのパートに分かれていて、主に第一部では科学記述の一種である反射的表現とその使用について、第二部では反射的表現の考え方の心の哲学における諸問題への適用について、第三部では以上に基づいて打ち立てられる新しい自己概念について、それぞれ述べている。

### 「因果、自由意志、自然主義」（2012年　論文）
この論文でイスマエルは物理学的観点から自由意志の問題を取り上げ、「あくまで自分の力で物事をやりとげられると思う楽観的な自信」と「因果関係に関する最近の科学的な知見」という二つの異なった立場を調和させる考えを示した。科学的な立場の大半では概して、力学の法則は、普通の人々が思うような自由意志の概念だけでなく、因果関係そのものすら排除しているように見える。しかし、クラーク・グリモアとジューデア・パールがそれぞれ独立で考案した因果性の 「介入論的説明」は人間の行動が系に与える影響を考慮しており、それにおいてこの説明には意味があるとイスマエルは考える。彼女は「どのように行動すべきかを決定するためには、因果関係の情報が必要である」と述べ、介入論的説明を擁護する。

### 『いかにして物理学は我々を自由にするか』（2016年）
『いかにして物理学は我々を自由にするか』はフォーブス・マガジン、2016年のブック・オブ・ザ・イヤーに選出された。

## 受賞歴
- メロン博士後研究員研究助成金（アンドリュー・メロン財団, 1996）
- NEH研究助成金（National Humanities Center, 2003）
- クイーン・エリザベス二世研究助成金（Australian Research Council, 2005）
- 自由意志に関するビッグ・クエスチョン助成金（ジョン・テンプルトン財団, 2011）
- 学術会議助成金（National Humanities Center, 2012）